# Scarlett Souren
Scarlett Souren (4 de diciembre de 2003) es una deportista neerlandesa que compite en ciclismo en la modalidad de ruta. Ganó una medalla de plata en el Campeonato Europeo de Ciclismo en Ruta de 2024, en la prueba de ruta sub-23.

## Medallero internacional
| Campeonato Europeo | Campeonato Europeo | Campeonato Europeo | Campeonato Europeo |
| Año                | Lugar              | Medalla            | Competición        |
| ------------------ | ------------------ | ------------------ | ------------------ |
| 2024               | Limburgo (Bélgica) | Medalla de plata   | Ruta sub-23        |

## Palmarés
2024
- 1 etapa del Tour de Polonia
- Gran Premio Yvonne Reynders
- 1 etapa del Giro de la Toscana-Memorial Michela Fanini
- 2.ª en el Campeonato Europeo en Ruta sub-23

2025
- Midwest Cycling Classic
- Clásica Argenta-Deurne